# Livro dos 24 Filósofos
O Livro dos 24 Filósofos (em latim Liber XXIV philosophorum) é um texto medieval filosófico e teológico de autoria incerta.

## Visão geral
O livro consiste em vinte e quatro "sentenças", "aforismos" ou "definições" de "Deus", atribuídas a tantos filósofos presentes a um encontro fictício, cada uma sendo uma tentativa de responder à única pergunta restante: "o que é Deus?" (quid Deus?). A primeira testemunha textual é de um manuscrito francês do século XII atualmente em Laon. As definições eram frequentemente acompanhadas de um comentário escolástico em uma das duas redações, o comentário "mais curto" e o "mais longo". Ambas as definições e comentários ecoam e tecem numerosas visões antigas e medievais tardias sobre a Primeira Causa e a natureza da divindade.
Durante a Idade Média, o Liber foi atribuído de várias maneiras a Hermes Trismegistos, Aristóteles ou simplesmente citado anonimamente por teólogos e filósofos. Os estudos contemporâneos ainda são inconclusivos sobre a origem e autoria do texto. A estudiosa francesa Françoise Hudry defendeu a atribuição a Marius Victorinus (fl. Século IV). Segundo outros, o texto pertenceria a um trabalho perdido de Aristóteles, o De philosophia, conhecido na Europa medieval pelos tradutores árabes da Escola de Toledo.

## Influência
A influência deste trabalho nos estudos e literatura medievais revelou traços de suas ideias entre os trabalhos de Jean de Meung, Dante, Meister Eckhart, Nicolau de Cusa, Giordano Bruno, Martinho Lutero, Robert Fludd, Pascal e Leibniz.
A segunda definição, em particular, ganhou grande destaque desde o início da Alta Idade Média: “Deus é uma esfera infinita, cujo centro está em toda parte e cuja circunferência não está em lugar nenhum” (Deus est sphaera infinita cuius centrum est ubique, circumferentia nusquam).

## Tradução
Existem estudos alemães, franceses e italianos do texto disponível, sem tradução para o inglês ainda impressa, embora existam edições online.
Uma tradução não crítica foi disponibilizada online gratuitamente pela Matheson Trust (en:The Matheson Trust), contendo em edição mínima os aforismos em inglês e latim. As frases em português podem ser traduzidas como:

1. Deus é uma unidade gerando uma unidade, em si mesmo refletindo a única chama.
2. Deus é uma esfera infinita cujo centro está em todo lugar e cuja circunferência não está em lugar nenhum
3. Deus é inteiro em cada seu
4. Deus é a mente que gera uma elocução continuamente
5. Deus é aquele ao qual nada melhor pode ser concebido.
6. Deus é aquele em cuja comparação a substância [eterna] é meramente acidental, e o acidental é nada.
7. Deus é o princípio sem princípio, processo sem variação, fim sem fim.
8. Deus é o amor que mais se esconde quanto mais é havido.
9. Deus é o único para o qual o que pertence ao tempo está sempre presente.
10. Deus é o poder não mensurável, cujo ser não pode ser fechado, cuja beleza não pode ser limitada.
11. Deus é além do ser, necessário, sozinho em abundância autossuficiente.
12. Deus é aquele cuja vontade é igualada ao poder e sabedoria divinos.
13. Deus é a eternidade agindo em si mesma, sem divisão ou término.
14. Deus é oposição ao nada, em mediação do ser.
15. Deus é a vida cuja via à forma é a verdade, e à unidade, a beleza.
16. Deus é aquele sozinho que não pode ser significado por palavras devido à sua excelência, nem inteligido por mentes devido à sua dissimilitude.
17. Deus é o intelecto em si só, que não recebe predicado.
18. Deus é a esfera cujo todo tem tantas circunferências quanto pontos.
19. Deus é o imóvel sempre movente.
20. Deus é aquele que vive só de seu intelecto.
21. Deus é a tênebra na alma depois que cada luz deixou-a.
22. Deus é aquele de quem qualquer coisa não é dividida, por quem não se tem variação, em quem  não se tem mistura.
23. Deus é aquilo que é conhecido à mente pela ignorância apenas.
24. Deus é a luz que não brilha por refração, passa através e que ainda assim é pura forma divina em cada coisa.